# ماكس براون (لاعب دوري الرغبي)
ماكس براون (بالإنجليزية: Max Brown)‏ هو لاعب دوري الرغبي أسترالي، ولد في 23 ديسمبر 1946 في Lilyfield, New South Wales ‏ في أستراليا.